# Caspar Pezel
Caspar Pezel (* 16. Juni 1573 in Wittenberg; † 10. Februar 1634 in Detmold) war ein deutscher Jurist, Archivar und Bibliothekar.

## Leben
Caspar Pezel war der Sohn des reformierten Theologen Christoph Pezel und dessen zweiter Frau Catharina Rhau, eine Tochter des Wittenberger Buchdruckers Georg Rhau. In Wittenberg erhielt er am 17. Juni 1573 seine Taufe. In Anbetracht dessen, dass zu der damaligen Zeit eine kurfürstlich-sächsische Vorschrift bestand, die neugeborenen Kinder innerhalb von 24 Stunden der Taufe zuzuführen, dürfte er am Vortag das Licht der Welt erblickt haben. Nach anfänglicher Bildung in Bremen und an der Schule in Herborn, erwarb er sich  an der Universität Wittenberg den akademischen Grad eines Magisters der Philosophie. Sich dem Studium der Rechtswissenschaften widmend, frequentierte er ab 1593 zudem die Universität Heidelberg. Ab 1595 erhielt er eine Stelle am Hofe des Grafen Johannes VI. von Nassau-Dillenburg in Dillenburg. Ab 1600 war er Rat am Hof Simons VI. und als Hofgerichtsfiskal tätig. Ab 1611 betreute er als Nachfolger Johann Philipp Engerings die gräfliche Privatbibliothek und das Archiv im Schloss Brake. Nach dem Tod Simons VI. ließ sein Nachfolger Simon VII. die Buchbestände in die „Gräflich öffentliche Bibliothek“ in der damaligen Detmolder Provinzialschule überführen. Pezel übernahm auch die Verwaltung der Bibliothek und war damit der erste Bibliothekar einer öffentlichen Bibliothek in Lippe. Er betreute Archiv und Bibliothek bis zu seinem Tod im Jahre 1634. Aus seinem Nachlass sind rund 800 Bücher und Handschriften in den Besitz der Bibliothek, die heutige Lippische Landesbibliothek Detmold, übergegangen.